# نشان ملی تبت

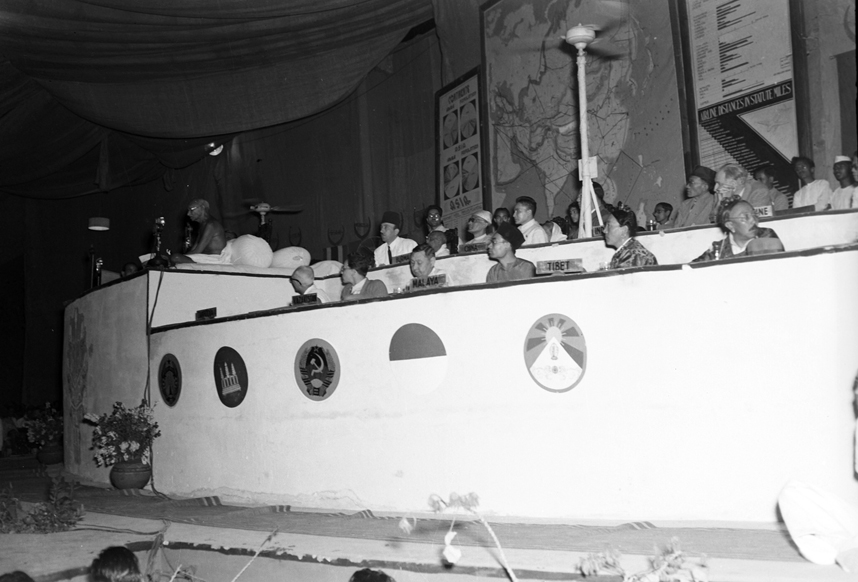
عکس سخنرانی گاندی در کنفرانس روابط آسیایی ۱۹۴۷; نشان تبت در زیر نماینده تبتی قابل مشاهده است.

نشان تبت نمادی از دولت تبت در تبعید است. چندین عنصر از پرچم تبت و نمادهای بودایی بسیاری را در خود جای داده است. عناصر اصلی آن خورشید و ماه در بالای هیمالیا هستند که نشان‌دهنده تبت است که اغلب به‌عنوان سرزمین احاطه‌شده توسط کوه‌های برفی شناخته می‌شود. در دامنه کوه‌ها یک جفت شیر برفی ایستاده‌اند. چرخ دارما هشت پره که میان این دو شیر قرار دارد، نشان‌دهنده راه اصیل هشتگانه بودیسم است. در داخل چرخ، گوهرسنگ چرخان سه رنگ نشان دهنده اعمال ده فضیلت والا و ۱۶ شیوه رفتار انسانی است. کتیبه روی بنر چرخان زیر به شرح زیر است: bod gzhung dga' ldan pho brang phyogs las rnam rgyal («دولت تبت، کاخ گاندن، پیروز در همه جهات».) کاخ گاندن، واقع در صومعه درپونگ، محل سکونت مردم بود. دالایی لاما تا پنجمین دالایی لاما. پس از اینکه دالایی لاما پنجم در اواسط سده هفدهم به پوتالا نقل مکان کرد، دولت تبت که توسط وی در سال ۱۶۴۲ ایجاد شد، به دولت «گاندن فودرانگ» معروف شد.
این نشان رسمی دولت مرکزی تبت در تبعید است که مقر آن در دارمشالا، هند است. این نشان همراه با پرچم آنها به عنوان نماد جنبش استقلال تبت در نظر گرفته می‌شود و بنابراین در جمهوری خلق چین، از جمله منطقه خودمختار تبت، که مربوط به منطقه کنترل پیشین دولت تبت در لهاسا و مناطق دیگر در تبت بزرگ، ممنوع است. این نشان اغلب در انواع سیاه و سفید و زرشکی و سفید چاپ شده است، که مشخصه رنگ‌هایی است که معمولاً در شمایل نگاری و لباس بودایی دیده می‌شود.